# Hermann Schipprak
Hermann Schipprak (* 19. Januar 1885 in Aalen; † nach 1955) war ein deutscher Unternehmer.

## Leben

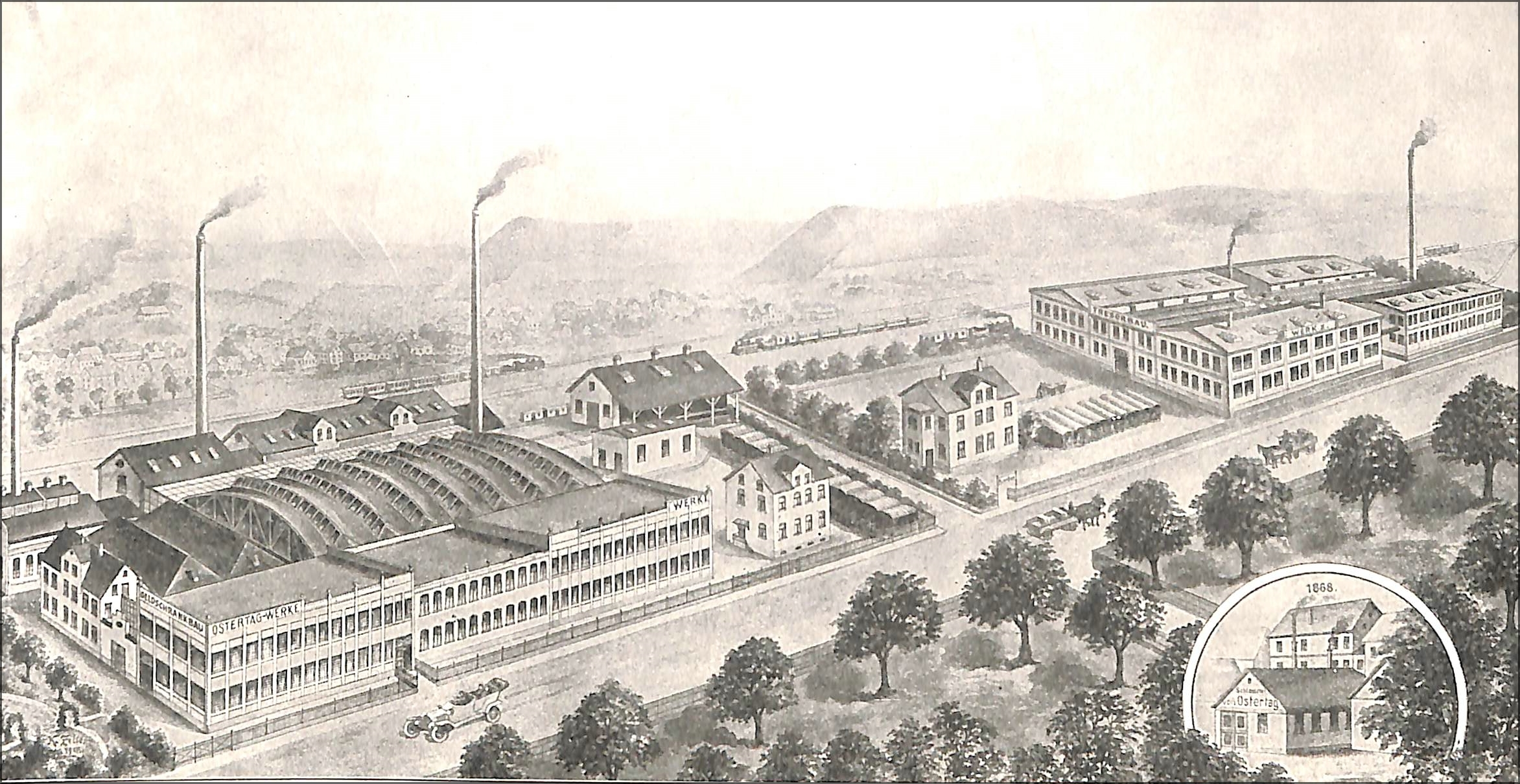
Die Ostertagwerke in Aalen (um 1900)

Schipprak besuchte die Oberrealschule in Aalen und absolvierte eine Lehre bei den Ostertag-Werken ebenda. Von 1903 bis 1914 arbeitete er für die Firma Haasenstein & Vogler in Mailand und rückte dort bis auf den Posten des 2. Direktors vor. Der Kriegsdienst von 1914 bis 1919 unterbrach seinen beruflichen Werdegang. Von 1919 bis 1922 war er Vorsteher des Kommunalverbandes Aalen. Danach wechselte er in den Vorstand der Ostertag-Werke, Vereinigte Geldschrankfabriken AG, wurde später deren Generaldirektor und Vorstandsvorsitzender.
Er war zudem Hauptvorstandsmitglied des Deutschen Maschinenbau-Anstalt und Vorsitzender deren Fachgruppe für Geldschränke und Tresoranlagen.

## Ehrungen
- 1952: Verdienstkreuz (Steckkreuz) der Bundesrepublik Deutschland